# Kaptschuksee (Kutaramakan)
Der Kaptschuksee (russisch Озеро Капчук) ist ein 2,18 km² großer, nahe dem Kutaramakansee gelegener See im Putorana-Gebirge, dem Nordwestteil des Mittelsibirischen Berglands in der Region Krasnojarsk, Sibirien, Russland (Asien).

## Geographische Lage
Der Kaptschuksee liegt rund 230 km nördlich des nördlichen Polarkreises im Westteil des Putorana-Gebirges (max. 1701 m). Weder am See noch in seiner Umgebung gibt es Siedlungen.
Die den See einrahmenden Berge sind in den Ketabergen im Norden bis 772 m und im Westen bis 1027 m sowie in den Kutaramakanbergen im Osten bis 637 m und im Süden bis 958 m hoch. Während der See von wenigen Gebirgsbächen gespeist wird, ist die Kaptschuk sein einziger Abfluss. Letztere entwässert durch den östlich benachbarten Kutaramakansee, die Kutaramakan, den Chantaisee, die Chantaika, den Kleinen Chantaikasee und den Jenissei in die Karasee.
Der etwa 176 m hoch gelegene See ist rund 3,7 km lang und bis 0,8 km breit. Sein Einzugsgebiet ist etwa 6,77 km² groß.
Nachbarseen außerhalb seines Einzugsgebiets sind westnordwestlich der kleine Kichtasee und östlich der langgestreckte Kutaramakansee.

## Klima, Flora und Fauna
Die Region des Kaptschuksees liegt im Bereich des Permafrostbodens. Der See ist alljährlich von Anfang Oktober bis Ende Juni oder Anfang Juli von Eis bedeckt. An seinen Ufern gedeihen boreale Nadelwälder (Taiga) und auf den Bergen seiner Umgebung herrscht Tundra mit Moosen und Flechten vor. Im fischreichen See leben zum Beispiel Barschfische, Hechte und Lachsfische.